# Campeonato Femenino Sub-20 de la OFC 2014
El Campeonato Femenino Sub-20 de la OFC 2014 fue la sexta edición del torneo femenino oceánico de dicha categoría. Comenzó el 18 de febrero y finalizó el 22 en Auckland, Nueva Zelanda y otorgó un cupo a la Copa Mundial de 2014 disputada en Canadá.
El título fue disputado entre Nueva Zelanda, Tonga, Papúa Nueva Guinea y Vanuatu. El sorteo llevado a cabo el 24 de enero determinó el orden de los partidos, ya que se disputa con el sistema de todos contra todos.
Nueva Zelanda fue campeón de este torneo y obtuvo el título y la clasificación a la cita mundialista.

## Equipos participantes
En cursiva los debutantes.
| Nueva Zelanda | Papúa Nueva Guinea |
| Tonga         | Vanuatu            |

## Resultados
- Todos los horarios corresponden a la hora de verano de Nueva Zelanda (UTC+13).

| Equipo             | Pts | PJ | PG | PE | PP | GF | GC | Dif |
| ------------------ | --- | -- | -- | -- | -- | -- | -- | --- |
| Nueva Zelanda      | 9   | 3  | 3  | 0  | 0  | 18 | 1  | 17  |
| Papúa Nueva Guinea | 6   | 3  | 2  | 0  | 1  | 8  | 3  | 5   |
| Tonga              | 3   | 3  | 1  | 0  | 2  | 5  | 7  | -2  |
| Vanuatu            | 0   | 3  | 0  | 0  | 3  | 0  | 20 | -20 |

| 18 de febrero de 2014, 13:00 | Tonga | 0:4 (0:0) | Papúa Nueva Guinea                               | Centre Park, Mangere            |                                 |
|                              |       | Reporte   | Awele 51' · Irakau 65' · Gabong 71' · Niaman 75' | Árbitro(s): Anna-Marie Keighley | Árbitro(s): Anna-Marie Keighley |

| 18 de febrero de 2014, 16:00 | Nueva Zelanda                                                                                               | 12:0 (9:0) | Vanuatu | Centre Park, Mangere       |                            |
|                              | Puketapu 7' 18' 43' · Rolston 15' 20' 45+4' · Dabner 21' · Palmer 36' 45+1' 73' · Pereira 80' · O'Brien 81' | Reporte    |         | Árbitro(s): Finau Vulivuli | Árbitro(s): Finau Vulivuli |

| 20 de febrero de 2014, 13:00 | Papúa Nueva Guinea                | 4:0 (4:0) | Vanuatu | Centre Park, Mangere       |                            |
|                              | Gunemba 5' 12' · 16' · Kaikas 39' | Reporte   |         | Árbitro(s): Finau Vulivuli | Árbitro(s): Finau Vulivuli |

| 20 de febrero de 2014, 16:00 | Tonga                | 1:3 (1:2) | Nueva Zelanda                                | Centre Park, Mangere       |                            |
|                              | Cleverley 24' (a.g.) | Reporte   | Cleverley 7' · O'Brien 38' · Robertson 90+1' | Árbitro(s): Robinson Banga | Árbitro(s): Robinson Banga |

| 22 de febrero de 2014, 13:00 | Nueva Zelanda                                                             | 3:0 (1:0) | Papúa Nueva Guinea | Centre Park, Mangere       |                            |
|                              | Belinda Van Noorden 10' · Jasmine Pereira 86' · Rumona Morris 93' (g.e.c) |           |                    | Árbitro(s): Robinson Banga | Árbitro(s): Robinson Banga |

| 22 de febrero de 2014, 16:00 | Vanuatu | 0:4 (0:2) | Tonga                                                                | Centre Park, Mangere            |                                 |
|                              |         |           | Malia Tongia 30' 45' · Unaloto Tahitu'a 35' · Ilisapeti Malekamu 54' | Árbitro(s): Anna-Marie Keighley | Árbitro(s): Anna-Marie Keighley |

| Bandera de Nueva Zelanda |
| Campeón Nueva Zelanda    |
| 4° título                |